# Jessica Werner
Jessica Werner (* 11. Januar 1978 in Schmallenberg, geboren Jessica Henkel)  ist eine deutsche Radiomoderatorin und Redakteurin.

## Leben
Jessica Werner wuchs im Sauerland auf und studierte an der Westfälischen Wilhelms-Universität in Münster Deutsch und Pädagogik auf Lehramt. Ursprünglich wollte sie Therapeutin werden. Seit 2015 ist sie verheiratet.

## Radio
Nach einigen Stationen bei Radio- und Fernsehsendern hat Werner 2006 ein Volontariat bei Radio Sauerland abgeschlossen. Davor war sie u. a. eine der Sprecherinnen in der Radio-Comedy Eins Live Ponyhof.
Aktuell ist sie auf zwei Sendern zu hören: Zum einen beim Lokalradio Ennepe Ruhr in der Frühsendung „Hallo Wach“. Zum anderen moderiert Werner bei SR 1 Europawelle die Info-Sendung „Stand der Dinge“ und seit Mai 2009 auch „Der Morgen im Saarland“ mit Holger Büchner als eines von zwei Früh-Teams. Dort ist sie unter anderem zuständig für Nachrichten-Themen und ihren Weisheiten-Kalender.